# The Monks
The Monks, foi uma banda de rock americana dos anos 60. Tiveram uma das carreiras mais curiosas do rock (não confundir com os Monkees). O The Monks tinha uma musicalidade animalesca e alegre. Como muitas bandas de garagem americanas desta epoca, eram inquietos em testar novos timbres e instrumentos. Apesar de serem norte-americanos, formaram a banda enquanto prestavam o serviço militar numa base americana situada na Alemanha. O som da bateria soava como uma marcha militar misturada com “Polka”, muito “feedback” de guitarra, e ainda um banjo elétrico. Se apresentavam vestidos de monges e tinham um corte de cabelo igual ao dos monges fransciscanos. Infelizmente o grupo acabou prematuramente em 1967, e os EUA sempre ignorou a originalidade da música dos Monks. São tidos até hoje como precursores do punk rock.

## Integrantes
- Gary Burger: guitarra, vocalista
- Larry Clark: órgão, vocalista
- Dave Day: banjo, vocalista
- Eddie Shaw: baixo, vocalista
- Roger Johnston: bateria, vocalista

## Discografia
- Black Monk Time (1965/1994)
- Five Upstart Americans (1999)
- Let's Start a Beat - Live From Cavestomp (2002)
- Silver Monk Time - A Tribute To The Monks (2006)
- MONKS - Demo Tapes 1965 (2007)

### Singles
- "Complication" / "Oh, How To Do Now"
- "I Can't Get Over You" / "Cuckoo"
- "Love Can Tame The Wild" / "He Went Down To The Sea"